# Bob Lind
Pour les articles homonymes, voir Lind.
Bob Lind né le 25 novembre 1942 à Baltimore dans l'Ohio, est un auteur-compositeur-interprète américain de folk. Il est l'auteur de quatre albums publiés entre 1966 et 1971. Son plus grand succès est le morceau Elusive Butterfly qui s'est classé en cinquième position des classements des singles aux États-Unis ainsi qu'au Royaume-Uni. Il a depuis gagné un statut d'artiste culte et fondateur du folk des années 1960, Ses compositions ont été interprétées par plus de 200 artistes différents.

## Biographie
Après avoir quitté le monde de la musique il a déménagé en Floride où il a travaillé comme guide touristique dans les Everglades ainsi que comme rédacteur au Weekly World News, un tabloïd spécialisé dans les nouvelles grotesques.

## Discographie
Albums studio
Singles
Compilations

## Interprètes
Ses compositions ont été interprétées par plus de 200 artistes différents. Certains artistes ont repris des morceaux issus de ses albums, dans d'autres cas ils ont interprété des compositions originales. Parmi ses interprètes on peut citer Sonny and Cher, Richie Havens, Marianne Faithfull, Nancy Sinatra, The Turtles, Dolly Parton, Eric Clapton, The Cascades, The Rokes, Petula Clark ou bien encore The Hard Times.